# Temporada 2019-20 de Jaguar I-Pace eTrophy

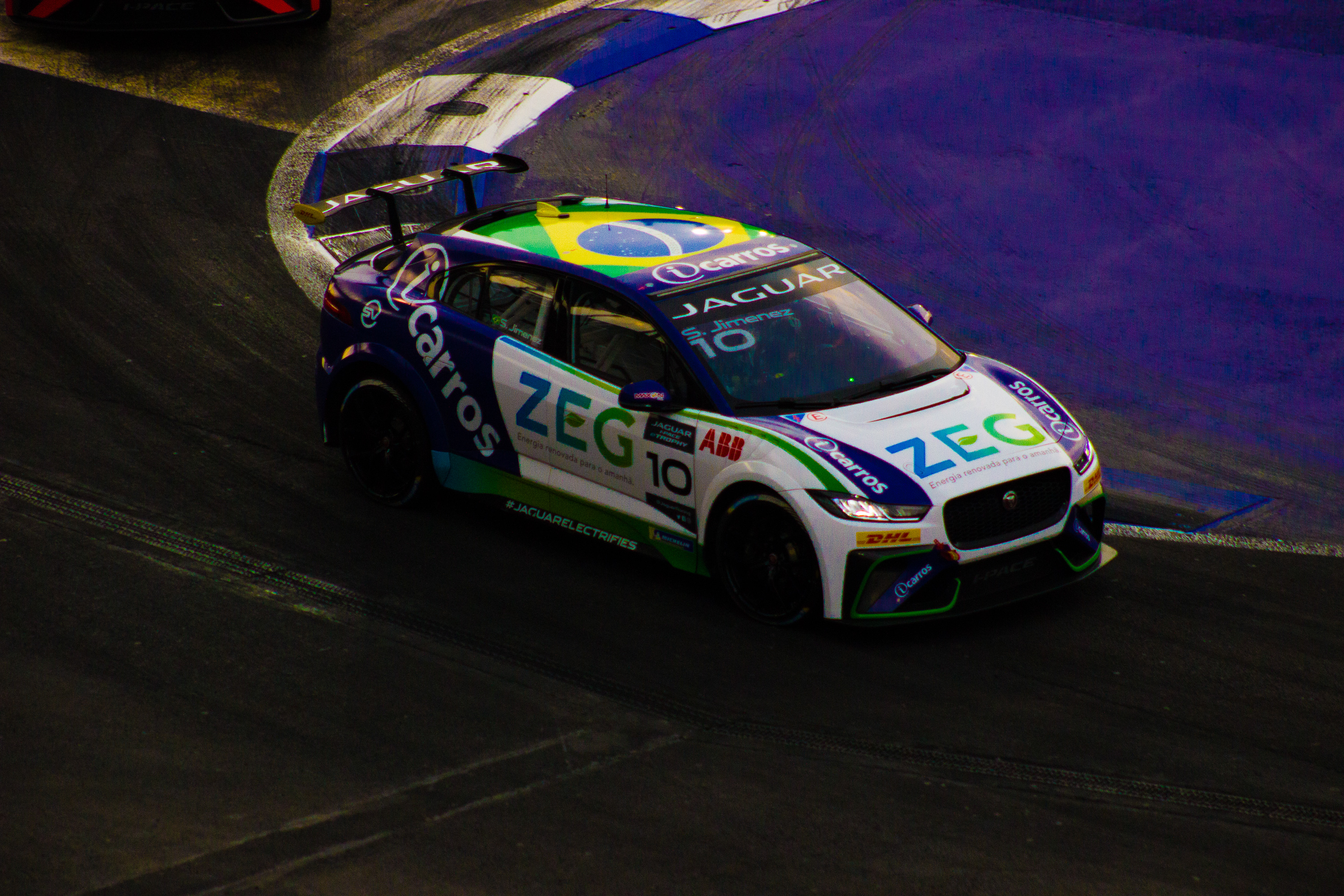
Sérgio Jimenez durante la ronda de México.

La temporada 2019-20 de Jaguar I-Pace eTrophy fue la segunda y última edición de dicha categoría, soporte del campeonato de Fórmula E. Inició en Arabia Saudita en noviembre de 2019 y finalizó en Berlín en agosto de 2020.

## Equipos y pilotos
| Equipo                                 | Clase | N.º | Pilotos             | Carreras |
| -------------------------------------- | ----- | --- | ------------------- | -------- |
| Jaguar VIP Car                         | G     | 1   | Reema Juffali       | 1-2      |
| Jaguar VIP Car                         | G     | 1   | Mario Domínguez     | 3        |
| Jaguar VIP Car                         | G     | 1   | Oliver Webb         | 4-5      |
| Jaguar VIP Car                         | G     | 1   | Abbie Eaton         | 6-8      |
| Jaguar VIP Car                         | G     | 1   | Sven Förster        | 9-10     |
| Jaguar VIP Car                         | G     | 2   | Abbie Eaton         | 1-2      |
| Jaguar VIP Car                         | G     | 2   | Jessica Hawkins     | 9-10     |
| ZEG iCarros Jaguar Brazil              | P     | 0   | Mário Haberfeld     | 1-2      |
| ZEG iCarros Jaguar Brazil              | P     | 0   | Cacá Bueno          | 3-10     |
| ZEG iCarros Jaguar Brazil              | P     | 10  | Sérgio Jimenez      | Todas    |
| ZEG iCarros Jaguar Brazil              | PA    | 18  | Adalberto Baptista  | 3-10     |
| Jaguar ran racing eTROPHY Team Germany | P     | 7   | Alice Powell        | Todas    |
| Team Asia New Zealand                  | P     | 99  | Simon Evans         | Todas    |
| Jaguar China Racing                    | PA    | 8   | Sun Chao            | 1-2      |
| Jaguar China Racing                    | PA    | 8   | David Cheng         | 3        |
| Jaguar China Racing                    | P     | 8   | Gregory Segers      | 4-10     |
| Jaguar China Racing                    | PA    | 9   | Yaqi Zhang          | 1-2      |
| Jaguar China Racing                    | P     | 9   | Manuel Cabrera      | 3        |
| Jaguar China Racing                    | P     | 9   | Nick Foster         | 4-10     |
| Team Yokohama Challenge                | P     | 24  | Takuma Aoki         | 3-10     |
| Saudi Racing                           | PA    | 13  | Fahad Algosaibi     | Todas    |
| Saudi Racing                           | PA    | 34  | Mashhur Bal Hejaila | 1-3      |
| Saudi Racing                           | PA    | 34  | Paul Spooner        | 4-10     |

| Icono | Leyenda  |
| ----- | -------- |
| P     | Pro      |
| PA    | Pro-Am   |
| I     | Invitado |

## Calendario
| Carrera | Carrera          | País           | Circuito                                 | Fecha                   |
| ------- | ---------------- | -------------- | ---------------------------------------- | ----------------------- |
| 1       | Diriyah          | Arabia Saudita | Circuito callejero de Al-Diriyah         | 22 de noviembre de 2019 |
| 2       | Diriyah          | Arabia Saudita | Circuito callejero de Al-Diriyah         | 23 de noviembre de 2019 |
| 3       | Ciudad de México | México         | Autódromo Hermanos Rodríguez             | 15 de febrero de 2020   |
| 4       | Berlín           | Alemania       | Circuito del aeropuerto Berlín-Tempelhof | 5 de agosto de 2020     |
| 5       | Berlín           | Alemania       | Circuito del aeropuerto Berlín-Tempelhof | 6 de agosto de 2020     |
| 6       | Berlín           | Alemania       | Circuito del aeropuerto Berlín-Tempelhof | 8 de agosto de 2020     |
| 7       | Berlín           | Alemania       | Circuito del aeropuerto Berlín-Tempelhof | 9 de agosto de 2020     |
| 8       | Berlín           | Alemania       | Circuito del aeropuerto Berlín-Tempelhof | 9 de agosto de 2020     |
| 9       | Berlín           | Alemania       | Circuito del aeropuerto Berlín-Tempelhof | 12 de agosto de 2020    |
| 10      | Berlín           | Alemania       | Circuito del aeropuerto Berlín-Tempelhof | 13 de agosto de 2020    |

## Resultados

### Puntuaciones
| Posición | 1º | 2º | 3º | 4º | 5º | 6º | 7º | 8º | 9º | 10º | Pole |
| Puntos   | 20 | 15 | 11 | 8  | 6  | 5  | 4  | 3  | 2  | 1   | 1    |

### Campeonato de Pilotos
| 1                                | Simon Evans         | 1   | 2   | 2   | 3   | 2   | 3   | 1   | 1   | 1   | 2   | 163    |
| 2                                | Sérgio Jimenez      | 2   | 1   | 1   | 4   | 1   | 1   | 2   | 2   | 2   | 3   | 162    |
| 3                                | Cacá Bueno          |     |     | 7   | 1   | 3   | 2   | 3   | 3   | 3   | 1   | 111    |
| 4                                | Alice Powell        | 3   | 3   | 8   | 6   | 7   | 5   | 5   | 10  | 5   | 4   | 70     |
| 5                                | Nick Foster         |     |     |     | 2   | 5   | 11† | 4   | Ret | 4   | 5   | 49     |
| 6                                | Takuma Aoki         |     |     | 5   | 9   | 9   | 7   | 8   | 7   | 9   | 7   | 42     |
| 7                                | Gregory Segers      |     |     |     | 7   | 6   | 4   | 7   | 4   | 6   | 6   | 42     |
| 8                                | Mário Haberfeld     | 8   | 7   |     |     |     |     |     |     |     |     | 16     |
| 9                                | Manuel Cabrera      |     |     | Ret |     |     |     |     |     |     |     | 0      |
| Clase Pro-Am                     |                     |     |     |     |     |     |     |     |     |     |     |        |
| 1                                | Fahad Algosaibi     | 6   | Ret | 4   | 8   | 8   | 6   | 9   | 5   | 8   | 11  | 171    |
| 2                                | Adalberto Baptista  |     |     | 6   | 10  | 11  | 10  | 10  | 9   | 10  | 8   | 109    |
| 3                                | Paul Spooner        |     |     |     | 11  | 10  | 9   | 11  | 8   | 7   | Ret | 87     |
| 4                                | Yaqi Zhang          | 4   | 5   |     |     |     |     |     |     |     |     | 42     |
| 5                                | Sun Chao            | 7   | 6   |     |     |     |     |     |     |     |     | 26     |
| 6                                | Mashhur Bal Hejaila | 9   | 8   | Ret |     |     |     |     |     |     |     | 19     |
| 7                                | David Cheng         |     |     | Ret |     |     |     |     |     |     |     | 0      |
| 8                                | Ahmed Bin Khanen    |     |     |     | WD  | WD  |     |     |     |     |     | 0      |
| Pilotos invitados que no puntúan |                     |     |     |     |     |     |     |     |     |     |     |        |
|                                  | Mario Domínguez     |     |     | 3   |     |     |     |     |     |     |     |        |
|                                  | Abbie Eaton         | 5   | 4   |     |     |     | 8   | 6   | 6   |     |     |        |
|                                  | Oliver Webb         |     |     |     | 5   | 4   |     |     |     |     |     |        |
|                                  | Sven Förster        |     |     |     |     |     |     |     |     | 12  | 9   |        |
|                                  | Reema Juffali       | 10  | Ret |     |     |     |     |     |     |     |     |        |
|                                  | Jessica Hawkins     |     |     |     |     |     |     |     |     | 11  | 10  |        |
| Pos.                             | Piloto              | ADR | ADR | MEX | BER | BER | BER | BER | BER | BER | BER | Puntos |

- Fuente: jaguar.com[17]